# Meredith Grey
Meredith Grey, M.D., F.A.C.S. is een personage uit de medische dramatelevisieserie Grey's Anatomy, die wordt uitgezonden op de American Broadcasting Company (ABC) in de Verenigde Staten. Het personage is bedacht door serieproducent Shonda Rhimes en wordt gespeeld door actrice Ellen Pompeo. Meredith is het titelpersonage van de serie en werd geïntroduceerd als chirurgische co-assistent in het fictieve Seattle Grace Hospital (later Seattle Grace-Mercy West Hospital, en daarna Grey + Sloan Memorial), en kreeg uiteindelijk de positie van een chirurgische assistent, en later de functie van attending en in 2015 bereikte ze de functie van: 'Chief of General Surgery.' Als dochter van de wereldberoemde chirurg Ellis Grey worstelt Meredith met het dagelijkse leven van een competitief beroep, waarbij ze de relatie onderhoudt met haar one-night-stand en eventuele echtgenoot Derek Shepherd, haar moederschap en haar vriendschappen met haar collega's.
Meredith is de verteller van de show en dient als centraal punt voor de meeste afleveringen. Pompeo's connectie met Patrick Dempsey (Derek Shepherd) wordt geprezen als een hoogtepunt van de serie. Rhimes heeft Meredith gekarakteriseerd door haar niet in het goede of slechte te laten geloven, maar in plaats daarvan doen wat zij denkt dat goed is. Grey is positief ontvangen door televisiecritici, waarbij Alessandra Stanley van The New York Times haar "de heldin van Grey's Anatomy " noemt.
Pompeo's optreden werd goed ontvangen tijdens de show en het personage is wereldwijd enorm populair geworden. Pompeo is genomineerd voor meerdere prijzen voor haar vertolking van het personage in het langlopende medische drama van ABC, waaronder Satellite Award voor Beste Actrice en meerdere nominaties bij de People's Choice Awards voor Beste Actrice, het winnen van de 39e People's Choice Awards in 2013 en opnieuw in 2015 bij 41e People's Choice Awards, Pompeo heeft ook een nominatie voor Beste Actrice in een dramaserie ontvangen bij de 64e Golden Globe Awards.

## Verhaallijnen en kenmerken
Meredith Grey is de dochter van de wereldberoemde chirurg Ellis Grey en groeide op in haar schaduw. Ellis was een zeer gebrekkige, emotioneel en verbaal beledigende, nalatige moeder. Meredith wordt beschreven als een ‘donker en bochtig’ beschadigd persoon die de wereld in verschillende grijstinten ziet. Hierdoor is ze een emotioneel complex persoon. Ze is in staat zich in te leven in anderen wanneer ze zich op hun dieptepunt bevinden, en is een gevoelige waarnemer van de mensen om haar heen. Meredith is afgestudeerd aan Dartmouth College. Terwijl ze op de universiteit zat, brachten conflicten met haar moeder Meredith ertoe haar beslissing om geneeskunde te gaan studeren in twijfel te trekken. Die besluiteloosheid brengt haar ertoe plannen te maken om haarzelf een weg te banen door Europa als ze eenmaal is afgestudeerd. Na een maand in het buitenland wordt Meredith echter teruggeroepen om voor haar moeder te zorgen, die het vroege stadium van alzheimer heeft ontwikkeld. Dit nieuws drijft Merediths beslissing om haar M.D. te halen.
De avond voordat Merediths co-assistentschap begint, heeft ze een one-night stand met Derek Shepherd (Patrick Dempsey), een vreemdeling die ze ontmoet in Joe's Bar. Ze ontdekt de volgende dag dat hij een onlangs aangenomen is als het nieuwe hoofd neurochirurgie op haar nieuwe werkplek, het Seattle Grace Hospital. Meredith krijgt de opdracht om te werken onder assistent Miranda Bailey (Chandra Wilson), en raakt bevriend met haar mede co-assistenten, Cristina Yang (Sandra Oh), Izzie Stevens (Katherine Heigl), Alex Karev (Justin Chambers) en George O'Malley (TR Knight).
Ze heeft een bijzondere band met Cristina Yang, die haar beste vriendin en "persoon" wordt. Hoewel ze aanvankelijk slecht over hem denkt, evolueert Alex Karev ook naar Merediths 'persoon' en de twee gaan uit van een familierelatie die lijkt op een broer of zus. Meredith heeft een tegenstrijdige relatie met Richard Webber (James Pickens Jr.), hoofd chirurgie in Seattle Grace. Richard was heel dicht bij Ellis en had zelfs een affaire toen Meredith een kind was. Vanwege zijn relatie met de moeder van Meredith heeft hij de neiging haar te redden, te begeleiden en uitzonderingen te maken. Meredith staat haar vrienden en collega's toe in het huis te wonen dat haar moeder haar heeft nagelaten. Die vrienden worden haar pseudo-familie. Meredith is eindeloos loyaal aan degenen die zij als haar familie beschouwt, en zal de traditionele regels van moraliteit buigen om hen te beschermen.
Meredith is opgegroeid in een ziekenhuis en toont een enorm natuurlijk talent. Ze bezit een standvastig, rustig gemak tijdens medische procedures en noodgevallen, en is een natuurlijke waarnemer van mensen. Ze vertoont een talent voor het opvangen van subtiele hints en het nauwkeurig bepalen van moeilijk te vangen diagnoses. Haar rustige, niet-oordelende manier van werken zorgt er vaak voor dat mensen zich openstellen en haar vertrouwen. Haar chirurgische vaardigheden zijn ronduit indrukwekkend en ze toont talent en geduld voor medische onderzoeken en het omgaan met psychisch beschadigde patiënten.
Meredith verzet zich tijdens haar co-assistenschap tegen Dereks vorderingen, maar raakt uiteindelijk gecharmeerd van het aangaan van een relatie met hem. Even later wordt ze geschokt door de komst van Addison Montgomery ( Kate Walsh ), de vrouw van Derek, niet wetende dat hij getrouwd was. Derek heeft moeite om tussen de twee te kiezen, maar keert uiteindelijk terug naar Addison, ondanks Meredith die smeekt om in plaats daarvan gekozen te worden.
Meredith is er kapot van en wendt zich tot meerdere, zelfvernietigende manieren om ermee om te gaan. Aanvankelijk valt ze op oude gewoonten van zelfmedicatie met tequila en seks, en adopteert ze een hond, genaamd Doc. Ze probeert ook enkele problemen op te lossen door te zoeken naar haar lang afwezige vader, Thatcher. Ze leert dat haar vader, die vertrok toen ze vijf was en sindsdien niet meer heeft gezien, hertrouwde en nog twee dochters had. De twee worden niet hecht, maar Grey raakt dol op haar stiefmoeder.
Meredith spiraalt verder wanneer Ellis wordt opgenomen in het ziekenhuis, en onthult Ellis 'diagnose van de vroege stadium van Alzheimer en haar neiging tot verbaal geweld. Het zelfdestructieve gedrag van Meredith wordt het gevaarlijkst wanneer ze een patiënt met een bom in de borst redt door impulsief haar hand in te steken om hem vast te houden totdat de bommenafdeling hem kan verwijderen. Meredith heeft een reeks one-night stands, waaronder één met George, die al lang verliefd op haar is. Als ze midden in hun ontmoeting huilt, eindigt hun vriendschap tijdelijk. Meredith zweert haar gedrag af, stemt ermee in om alleen vrienden te zijn met Shepherd en begint een relatie met dierenarts Finn Dandridge (Chris O'Donnell).
Derek betreurt zijn beslissing om terug te keren naar zijn vrouw, en Meredith moet beslissen of ze de relatie met Finn wil voortzetten, of Derek een tweede kans te gunnen.
Wanneer Ellis een zeldzame, volledig heldere dag meemaakt en haar immense teleurstelling uit over hoe gewoon Meredith is geworden, wordt ze depressief en mogelijk suïcidaal. Tijdens een veerbootongeluk wordt Meredith in het water geslagen en besluit ze op te geven en te verdrinken in plaats van te vechten en te zwemmen. Ze flatlines in het ziekenhuis, en wordt wakker in een "hiernamaals", waar ze omgaat met overleden voormalige bekenden. Ellis sterft in de tussentijd en Meredith ontmoet haar moeder, die haar vertelt dat ze allesbehalve gewoon is. Op aandringen van Cristina ondergaat ze weer een reanimatieronde. Derek distantieert zich van Meredith als gevolg van haar roekeloosheid, wat haar ertoe aanzet therapie te zoeken om haar problemen aan te pakken. Meredith gaat naar een therapeut, Dr. Wyatt ( Amy Madigan ), om geluk te zoeken en begint haar problemen met succes aan te pakken. Meredith vond de dagboeken van haar moeder en dronk oude herinneringen en geheimen op, zodat ze er doorheen kon werken. Ondertussen zakt Meredith bijna voor haar co-assistentschap examen nadat een dronken Thatcher Meredith publiekelijk de schuld geeft van de dood van zijn vrouw, Susan, en een radeloze Grey doorloopt haar hele test zonder een enkel antwoord te schrijven. Dr. Webber geeft haar een tweede kans om het examen af te leggen, waardoor ze haar carrière niet kapotmaakt.
Nadat Meredith is gepromoveerd tot assistent, begint haar jongere halfzus Lexie Grey (Chyler Leigh) als co-assistent bij Seattle Grace te werken. Meredith verwerpt aanvankelijk de pogingen van Lexie om een relatie te vormen, maar wordt langzaamaan zacht naar haar toe. De zussen zijn heel verschillende mensen met verschillende kinderjaren. Lexie had een idealistischer gezinsleven en heeft vaak moeite haar veel donkerdere zus te begrijpen, die niet dezelfde positieve associaties met haar familie heeft als Lexie.
Ze start later een neurochirurgische klinische proef, waarbij ze Derek in dienst neemt als neurochirurg. De proef mislukt herhaaldelijk, maar de laatste patiënt die ze behandelen, overleeft, wat leidt tot hereniging en samenwonen. Hun relatie is gezonder dan voorheen, maar ondervindt nog steeds haken en ogen als de twee proberen elkaar te begrijpen en te navigeren wat ze nu zien als een permanente, langdurige relatie. Meredith vertrouwt zwaar op Cristina voor emotionele steun en begeleiding. Uiteindelijk besluiten Derek en Meredith te trouwen, maar op hun trouwdag geven het paar hun "perfecte" huwelijksceremonie aan Izzie en Alex, om met elkaar te trouwen tijdens de geplande ceremonie.
Meredith en Derek trouwen door hun huwelijksgeloften op een post-it te schrijven. Meredith besteedt het grootste deel van een seizoen buiten dienst nadat ze een deel van haar lever aan Thatcher heeft geschonken en Cristina's nieuwe relatie met Owen Hunt, een legerarts met zorgwekkende PTSS, heeft gesteund.
Meredith ervaart opnieuw een immens trauma nadat het ziekenhuis is vergrendeld door een actieve massaschieter die wraak wil nemen op Derek. Meredith biedt haar eigen leven aan in ruil voor het zijne en krijgt een miskraam tijdens de crisis. Ze beleeft deze traumatische ervaring met Cristina, die Derek opereert terwijl ze onder schot wordt bedreigd. Meredith verbergt haar verlies en de traumapsychiater weigert Cristina noch Meredith vrij te laten voor hun terugkeer naar de operatie. Meredith is in staat om haar problemen op te lossen en te worden opgeruimd, maar Cristina blijft diep getraumatiseerd. Meredith dekt en ondersteunt haar vriend tijdens haar donkere tijd, maar is uiteindelijk niet in staat haar volledig te helpen bij het terugkeren naar de operatie.
Meredith besluit actief te proberen zwanger te worden, maar ontdekt dat ze een " vijandige baarmoeder " heeft, waardoor ze haar andere mogelijke genetische tekortkomingen in overweging neemt. Derek, die zich constant zorgen maakt over de mogelijkheid dat ze de ziekte van Alzheimer zal krijgen, start een klinische proef in de hoop de ziekte te genezen. Meredith kiest ervoor om aan de proef te werken en lijkt te neigen naar een neurospecialiteit.
Als bij Adele, de vrouw van Webber, de ziekte van Alzheimer wordt vastgesteld, krijgt ze een plek in het proces. Meredith knoeit met de medicijnen zodat Adele de placebo niet krijgt. Zij en Derek besluiten om Zola, een weesbaby uit Malawi, te adopteren en hun huwelijk legaal te maken. Wanneer de waarheid over het geknoei echter aan het licht komt, vertelt een woedende Derek haar dat hij geen kind bij haar kan opvoeden vanwege haar morele dubbelzinnigheid. Meredith wordt ontslagen en probeert zowel deze als haar echtelijke scheiding voor de adoptieconsulent te verbergen om Zola te behouden. Hoewel Dr. Webber aftreedt als hoofd van de chirurgie en de schuld op zich neemt voor het knoeien met het proces om Meredith te beschermen, wordt Zola weggehaald. Zij en Derek verzoenen. Meredith kiest een specialiteit voor algemene chirurgie boven neuro, en ze vechten met succes om Zola terug te krijgen.
Nu haar laatste opleidingsjaar ten einde loopt, reizen de assistenten door het land, op zoek naar de beste banen in hun specialiteit. Om hun residentie af te ronden, moeten de assistenten de medische raden nemen. Meredith legt het examen af terwijl ze griep heeft. Ze besluit om een baan aangeboden te krijgen in The Brigham and Women's Hospital als de volgende stap in haar carrière. Tijdens een medische vlucht voor een prestigieuze operatie waarbij een Siamese tweeling betrokken was, zijn onder anderen Meredith, Derek, Cristina en Lexie betrokken bij een luchtvaartongeval. Bij de vliegtuigcrash komt Lexie om het leven, en de overlevenden zitten dagenlang vast in de bosrijke wildernis in afwachting van hulp. Na hun redding wordt Meredith een behandelend algemeen chirurg in Seattle Grace, nu Seattle Grace-Mercy West. Terwijl Cristina Seattle vlucht voor haar fellowship, slaat Meredith, die bang is om te vliegen en te veranderen, haar baanaanbieding af en klampt zich vast aan wat er in Seattle overblijft. Cristina en Meredith beginnen het ziekenhuis Seattle Grace Mercy Death te bellen in het licht van de enorme hoeveelheid trauma, dood en pijn die ze daar hebben ervaren.
Merediths nieuwe houding en sarcasme leidt ertoe dat ze door de nieuwe groep co-assistenten van het ziekenhuis "Medusa" wordt genoemd. In de nasleep van het vliegtuigongeluk wordt het ziekenhuis aangeklaagd en uiteindelijk schuldig bevonden aan nalatigheid. Elk slachtoffer, inclusief Derek, Cristina, Arizona Robbins (Jessica Capshaw) en zijzelf, moet $ 15 miljoen aan schadevergoeding ontvangen, wat het ziekenhuis bijna tot een faillissement leidt omdat de verzekeringsmaatschappij weigert te betalen vanwege een maas in de wet. De artsen kopen samen met Callie Torres (Sara Ramirez) het ziekenhuis met de hulp van de Harper Avery Foundation om te voorkomen dat het sluit en nieuwe leden van de directie worden.
Meredith vraagt Dr. Bailey om genmapping op haar uit te voeren om eindelijk te weten of ze alzheimer-genen heeft zoals haar moeder. Ze test positief op meer dan een van de genetische markers voor de ziekte.
Meredith verhuist naar het voltooide droomhuis en verkoopt haar huis aan Alex, die het koopt als het enige echte huis dat hij ooit heeft gekend. Hij zet Merediths traditie voort om het huis open te houden voor alle "zwerfdieren" die een huis nodig hebben. Meredith ontdekt dat ze zwanger is en baart een zoon. De baby heeft gezichtspresentatie en wordt bijgevolg via een nood-keizersnede afgeleverd. Terwijl Meredith wordt gehecht, wordt de verloskundige die haar geopereerd heeft weggeroepen naar een andere patiënt en co-assistent Shane Ross voltooit de hechting. Wanneer overal bloed begint te verschijnen, stelt Meredith zichzelf vast als zijnde in DIC. Dr. Bailey voert een miltverwijdering uit, die haar leven redt. In ruil daarvoor noemen Derek en Meredith hun zoon Bailey.
Als echtgenoot, chirurg en moeder heeft Meredith een aantal keren aangehaald dat ze niet zoals een van haar ouders wilde zijn: haar vader had haar moeder pathetisch gevolgd voordat ze vertrok om gelukkig te zijn, terwijl haar moeder haar carrière boven haar waardeerde. familie. Meredith is vaak in conflict met haar pogingen om een evenwicht te vinden tussen de twee, en is bang dat haar familie haar medische ambities in de weg staat, net zo erg als ze bang is om op haar moeder te lijken wanneer ze in de verleiding komt om een operatie te verkiezen boven familie. Meredith en Cristina hebben een enorme kloof wanneer Cristina de angsten van Meredith bevestigt door te stellen dat Meredith's vaardigheden achterlopen op die van Cristina vanwege haar familiale verplichtingen die haar wegnemen van de OK-tijd.
Meredith en Derek komen tot een overeenkomst dat hij, al gevestigd in zijn carrière en reputatie, een stap terug zou doen om voor de kinderen te zorgen en haar te laten schitteren. Meredith probeert terrein te herwinnen door een veelbelovende onderzoeksstudie te starten met 3D-printen van poortaders. Het conflict tussen Cristina en Meredith wordt groter wanneer Cristina de middelen van Meredith overneemt voor haar eigen proces, wat uiteindelijk een Harper Avery-nominatie voor Cristina oplevert. Cristina en Meredith herstellen hun relatie wanneer Meredith bekent dat Cristina gelijk had, haar vaardigheden hebben die van Meredith overtroffen. Cristina verhuist naar Zwitserland, neemt een baanaanbieding aan van Preston Burke (Isaiah Washington), haar vroegere begeleider, mentor en verloofde, die op zoek was naar een vervanger in een onderzoeksziekenhuis dat hij runt, waardoor Alex de leiding heeft over Merediths 'persoon' te zijn in haar plaats, een eer die hij graag aanvaardt.
Het huwelijk van Meredith en Derek wordt gespannen wanneer Derek tegen zijn belofte ingaat en een aanbod van de Amerikaanse president accepteert om deel te nemen aan het Brain Mapping Initiative, dat zijn tijd opslokt en Meredith overschaduwt, die zich steeds meer achtergelaten en door mama's achtervolgd voelt. Hij krijgt een aanbod om het project zelf in Washington DC te leiden, wat betekent dat hij daar permanent moet zijn gevestigd. Meredith zet haar voet neer, want ze wil hun jonge gezin niet ontwortelen om op eigen kosten door het land te verhuizen voor zijn carrière. Ze beginnen een reeks on-en-off argumenten en ‘koude oorlogen’ over hun carrière. Derek aanvaardt de baan in het heetst van de strijd en vertrekt prompt naar Washington. Tijdens een telefoongesprek met Meredith komen ze overeen om dingen uit te werken nadat ze hem heeft verteld dat ze niet wilde dat ze "een van die koppels" zouden worden en hij antwoordt dat hij haar miste. Ze geeft privé toe aan Alex dat ze zich heeft gerealiseerd dat ze onafhankelijk van Derek zou kunnen leven, maar besluit dat niet te doen.
Meredith komt erachter dat ze een halfzus van moederszijde heeft genaamd Maggie Pierce (Kelly McCreary) die nu werkt in Grey Sloan Memorial. Meredith is in ontkenning en wijst Maggie af, denkend dat ze het zich zou hebben herinnerd als haar moeder zwanger was, totdat ze een ziekenhuisdocument vindt dat de openbaring bevestigt. Meredith probeert haar relatie met haar moeder en halfzus op te lossen door oude video's van haar moeder te bekijken. Ze herstelt uiteindelijk haar onderdrukte herinneringen aan de zwangerschap wanneer ze het dagboek van haar moeder bekijkt en van gedachten verandert, ervoor kiest om Maggie te accepteren en een relatie op te bouwen.
Meredith is weduwe toen Derek omkomt bij een auto-ongeluk en naar een onderbezet ziekenhuis werd gebracht. De doktoren erkenden zijn hoofdletsel niet op tijd en lieten persoonlijke conflicten tussenbeide komen. Derek wordt hersendood verklaard en Meredith moet naar het medisch centrum om toestemming te geven om hem uit de levensonderhoud te verwijderen, kort voordat ze wordt getroffen door de eerste golven van ochtendmisselijkheid. Ze vertelt Penny, de co-assistent die aan Derek was toegewezen, dat elke dokter "die ene" patiënt heeft die onder hun wacht sterft en hen voor altijd achtervolgt en "die zal je harder laten werken, en ze maken je beter".
Na de dood van Derek keert Meredith terug naar Grey Sloan Memorial om de anderen over zijn overlijden te informeren. Na de uitvaartdienst pakt Meredith impulsief haar spullen in en vertrekt met de kinderen naar San Diego. Maanden gaan voorbij terwijl haar vrienden en familie niet weten waar ze is. Uiteindelijk vertonen parallellen overeenkomsten in het leven van Meredith en Ellis: beiden hebben de liefde van hun leven verloren, beiden zijn na hun verlies weggelopen uit Seattle en beiden baren uiteindelijk een dochter. Meredith noemt haar pasgeboren dochter Ellis naar haar moeder. Hoewel ze nog steeds rouwt om Derek, keert Meredith met de kinderen terug naar Seattle en wordt later hoofd van de algemene chirurgie. Ze verkoopt het "droomhuis" en verhuist terug naar het huis van haar moeder, nadat ze het van Alex heeft gekocht, en woont daar nu met Maggie en Amelia Shepherd, haar schoonzus.
Meredith organiseert een etentje en Callie brengt Penny mee als date. Later op het evenement komt Meredith erachter dat Penny haar zal vergezellen op Grey Sloan Memorial. Meredith vergeeft uiteindelijk Penny, die haar favoriete assistent wordt van Alex 'vriendin, Jo. Alex en Meredith zetten hun hechte, broer of zus-achtige relatie voort van elkaars "persoon" te zijn, ondanks Jo's ongenoegen en onvermogen om hun nabijheid te begrijpen. Hij ondersteunt haar wanneer ze gewelddadig wordt aangevallen door een gedesoriënteerde patiënt, en zij ondersteunt hem tijdens zijn juridische problemen. Alex initieert een wekelijkse familiewafeldag waarop hij wafels maakt voor iedereen in huis.
Meredith herstelt genoeg om Nathan Riggs (Martin Henderson), de voormalige beste vriend van Owen Hunt, tegen seizoen 13 te zien, hoewel hun relatie gecompliceerd wordt door het feit dat Maggie aan Meredith bekent dat ze gevoelens heeft voor Riggs en Meredith niet klaar is om hun een formele of openbare relatie. Uiteindelijk accepteert ze haar relatie met Riggs, maar het wordt gecompliceerd door de onverwachte terugkeer van Owen's zus, Megan Hunt, Riggs 'verloofde. Meredith bevindt zich in een andere liefdesdriehoek wanneer Megan Riggs afwijst omdat hij nog steeds verliefd is op Meredith, maar Meredith dwingt ze om samen te zijn. Nadat haar relatie met Riggs is beëindigd, wordt Meredith genomineerd voor een Harper Avery Award voor haar baanbrekende operatie aan Megan. In de 300e aflevering, na het niet bijwonen van de prijsuitreiking voor een medisch trauma, na een operatie, leert Meredith met al haar beste vrienden in de OK en galerie dat ze de Harper Avery Award heeft gewonnen. Na haar overwinning stort Meredith zich op haar werk en wordt ze door de onderzoekswedstrijd van het ziekenhuis gekozen om haar project voort te zetten. Als ze echter moeite heeft om toegang te krijgen tot een gepatenteerd polymeer uit Europa, wordt ze teruggesleept in het verleden van haar moeder, want het is Ellis 'voormalige beste vriendin, Marie, die niet bereid is Meredith te helpen. Uiteindelijk ontdekt Meredith de volledige waarheid over de ruzie tussen Marie en Ellis en kan ze een deel van de schade herstellen.
Tijdens de bruiloft van Jo en Alex wordt Meredith gekust door een dronken Andrew DeLuca (Giacomo Gianniotti), en de twee poetsen het af. Maar terwijl Meredith weer begint te daten met de hulp van haar koppelaarpatiënt, CeCe, wordt ze achtervolgd door Andrew, die zijn gevoelens voor haar heeft ingezien. Meredith krijgt ook interesse van Link (Chris Carmack), een nieuwe orthopedisch chirurg, en bevindt zich even in een liefdesdriehoek. Tijdens haar romantische dilemma overlijdt haar vervreemde vader Thatcher, hoewel ze vrede kunnen sluiten voor zijn dood. Uiteindelijk kiest Meredith Andrew, en de twee beginnen een relatie. Meredith breekt het ziekenhuisrecord voor de langste enkele operatie en begint dan met onderzoek naar een opneembare diagnostische apparaat. Terwijl ze Gabby Rivera behandelt, een jong meisje met kanker wiens familie aan de grens is opgesplitst, pleegt Meredith verzekeringsfraude om Gabby's vader te helpen de operatie te betalen. Wanneer het ziekenhuis de zaak begint te onderzoeken, neemt Andrew de schuld op zich, zodat Meredith niet naar de gevangenis wordt gestuurd en gescheiden van haar kinderen. Meredith bezoekt Andrew in de gevangenis en vertelt hem dat ze van hem houdt en dat ze hem eruit zal halen.
In seizoen 16 geeft Meredith zichzelf aan en wordt ze veroordeeld tot een taakstraf, terwijl haar medische vergunning, hoewel niet ingetrokken, in gevaar wordt gebracht. Ze mist een afspraak met de rechtbank en verzuimt enkele uren te maken, wat leidt tot een tijdelijk verblijf in de gevangenis. Nadat een hoorzitting is gehouden, kan Meredith haar vergunning behouden en wordt ze opnieuw aangenomen bij Grey-Sloan. Op haar eerste dag terug ontmoet ze Cormac Hayes (Richard Flood), de nieuwe Chief of Pediatrics, van wie ze later hoort dat deze door Cristina naar haar is gestuurd. Hayes en Meredith worden hechter en krijgen een band door hun gedeelde verlies van een echtgenoot. Andrew begint tekenen van manie te vertonen, mogelijk veroorzaakt door een bipolaire ziekte, en maakt het uit met Meredith als ze zich zorgen maakt.

## Ontwikkeling

### Gieten en creëren
Pompeo ontdekte Grey's Anatomy na een lange periode van niets doen in het acteervak. Haar agent stelde voor om auditie te doen onder andere projecten. Bij het casten van actrices voor de rol van Meredith Grey, zei Shonda Rhimes, maker van de serie: "Ik bleef maar zeggen dat we een meisje zoals dat meisje uit Moonlight Mile nodig hebben, en na een tijdje zeiden ze: "We denken dat we dat meisje kunnen krijgen van Moonlight Mile." Ik bracht tijd met haar door en leerde haar kennen, en toen begonnen we te casten voor de mannen. " Ze meldde dat Grey geen gemakkelijke rol was om te casten vanwege de sterke verbale mogelijkheden. Rhimes kreeg te horen dat de actrice in kwestie Pompeo was, die een deal had met ABC, nadat hij eerder had getest voor een pilot op het netwerk. Er is gespeculeerd dat Pompeo het eerste personage was dat werd gecast, maar toen haar werd gevraagd, zei ze dat ze dit niet wist. Toen hem werd gevraagd hoe ze het personage van Pompeo creëerde, zei Rhimes:
Pompeo werd gecast als het titulaire personage van het programma, door Mary McNamara van de Los Angeles Times beschreven als 'een stekelige, onafhankelijke soort wiens ambitie en ambivalentie wordt gevoed door het feit dat haar moeder een begaafd chirurg was en nu lijdt aan de ziekte van Alzheimer.' Grey fungeert ook als verteller van de show en werd als zodanig in vroege recensies vergeleken met Carrie Bradshaw (Sarah Jessica Parker), de verteller en hoofdrolspeler van Sex and the City. Nadat haar oorspronkelijke contract met Grey's Anatomy afliep, onderhandelde Pompeo over een nieuw contract, waarin ze $ 200.000 per aflevering zou krijgen, waardoor zij en Dempsey de best betaalde castleden van de show waren. In 2012 erkende Forbes Pompeo als de achtste best betaalde actrice op televisie, met een salaris van $ 275.000 per aflevering voor haar rol in Grey's Anatomy.
Pompeo's tweede contract met Grey's Anatomy liep af na het achtste seizoen en er ontstond speculatie dat ze later zou vertrekken. In september 2011 meldde Pompeo dat ze openstaat voor het idee om haar contract op uitnodiging te verlengen. Ze vertelde TV Guide : "Ik zou nooit mijn neus ophalen voor [Grey's Anatomy]. Zolang de verhalen eerlijk en waarheidsgetrouw zijn, en Patrick [Dempsey] en ik het gevoel hebben dat er materiaal voor ons is om gepassioneerd over te zijn, gaat het nog steeds elke dag beter dan een 9-tot-5-baan. Als ik van de fans hoor dat ze willen dat we doorgaan, dan zou ik doorgaan omdat we ze alles verschuldigd zijn." E! Online meldde in mei 2012 dat Pompeo, evenals alle originele castleden, zich voor nog twee jaar hebben aangemeld. Met de Huffington Post-aankondiging van het seizoen negen die officieel is vernieuwd, wordt het contract op zijn plaats voor Pompeo om terug te keren.
Pompeo's contract liep aan het einde van het twaalfde seizoen weer af. Ze tekende een nieuw contract om haar voor het dertiende seizoen in de hoofdrol in de serie te houden. Volgens een rapport in Deadline Hollywood verdiende Pompeo $ 300.000 per aflevering onder de nieuwe deal.
Op 17 januari 2018 werd door ABC aangekondigd dat het contract van Ellen Pompeo was verlengd tot en met seizoen 16. De contractverlenging verzekert niet alleen de terugkeer van Pompeo als Meredith Grey, maar het maakt haar ook een producent van Grey's Anatomy en een co-uitvoerend producent van de spin-off-serie. Door de deal wordt Pompeo de best betaalde actrice die momenteel in een dramatische tv-serie speelt, met $ 575.000 per aflevering en meer dan $ 20 miljoen per jaar. Op 10 mei 2019 verlengde Pompeo haar contract tot en met het zeventiende seizoen nadat ABC de show had verlengd voor seizoen 16 en 17.

### Karakteriseren
Grey is de hoofdrolspeler en het middelpunt van de serie. Ze wordt door de leidinggevenden van Grey's Anatomy "intelligent, medelevend, hardwerkend, vaak openhartig, snel afgeleid en besluiteloos" genoemd. Pompeo zegt dat ze niet weet of haar personage weet hoe ze plezier moet hebben, en voegt eraan toe: "Al mijn scènes met [Dempsey] zijn hetzelfde - we gaan uit elkaar of hebben seks." Haar persoonlijkheid is de afgelopen seizoenen geëvolueerd van depressief naar gelukkig en "gefixeerd". Pompeo zei tegen Good Morning America : "Ik heb zoveel geluk met Patrick [Dempsey], met de chemie die we hebben, we hebben een geweldige relatie, en het is net als elke andere relatie, je hebt je ups en downs. Maar we komen er wel uit, en we hebben een manier gevonden om dit zo lang te doen en nog steeds met elkaar overweg te kunnen, en het te laten werken en te laten geloven in wat we doen. " Pompeo vertelde Entertainment Weekly: "Het is lastig met Patrick [Dempsey] omdat hij net als mijn broer is. Zodra de camera is uitgeschakeld, heb ik zoiets van: 'Ligt je hand op mijn kont?' Maar er zijn miljoenen meisjes die hier op hebben gewacht, dus ik voel me verplicht tegenover de fans." Rhimes gebruikte de hond "Doc", die Meredith en Derek deelden, als een metafoor voor hun relatie tijdens het tweede seizoen. Ze karakteriseert Grey als doen wat ze denkt dat goed is:

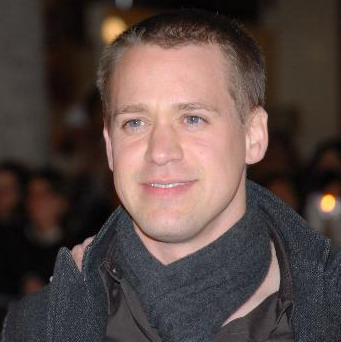
McKee achtte de seksuele ontmoeting van Grey en O'Malley onomkeerbaar.

Het personage had een one-night-stand met George O'Malley, in het tweede seizoen. Serieschrijver Stacy McKee zei over de seksuele ontmoeting: "Er is geen weg meer terug. Er is niets dat George en Meredith kunnen doen. De schade is aangericht - de dingen zullen nooit meer hetzelfde zijn. Ze hebben zojuist iets belangrijks veranderd in hun leven VOOR ALTIJD en ... ze raken in paniek." Grey's karakterontwikkeling staat ook bekend als een invloed op de creatie van haar halfzus, Lexie Grey. In het bijzonder is duidelijk gemaakt dat ze allebei dezelfde motieven delen. McKee gaf haar gedachten: 'Meredith en Lexie willen allebei slagen. Ze willen sterk zijn. Ze willen zich normaal voelen. Ze willen zo graag heel zijn. Maar het is een strijd - een echte strijd voor hen. Hardcore zijn komt niet vanzelf. Soms moeten ze het vervalsen." Grey's persoonlijkheid is vergeleken met die van Alex Karev. Rhimes bood het inzicht:
Pompeo vecht voor een waarheidsgetrouwe verhaallijn voor haar personage - ze wil dat het realistisch is en zegt dat je het niet altijd in een keurig pakketje kunt verpakken. Verwijzend naar Grey's knoeien met Shepherd's proces, zei Pompeo: 'Luister, wat Meredith deed, overschreed duidelijk een lijn. Derek heeft het recht om pissig te worden." Na het knoeien zei Rhimes dat ze gelooft dat Grey en Shepherd bedoeld zijn om samen te zijn en dat ze uiteindelijk bij elkaar zullen eindigen. Grey's relatie met Cristina Yang wordt gezien als "zusterschap", en Yang heeft herhaaldelijk naar Grey verwezen als "haar persoon". Dit leidde ertoe dat de twee "de verdraaide zusters" werden genoemd. Aan het einde van seizoen drie ging het duo samen op "huwelijksreis", en Rhimes noemde het haar favoriete detail van de finale. Grey wordt door sommigen gekenmerkt als "zeurderig". Rhimes bood haar inzicht aan:
Rhimes vond dat de 100ste aflevering goed te zien was hoe Meredith zich gedurende de show ontwikkelde van een "donker en bochtig meisje" tot een "gelukkige vrouw". Ze zei: 'Ze is het ding dat haar moeder voor haar wenste. Ze is buitengewoon. Omdat, om voorbij de rotzooi van je verleden te komen? Verdergaan? Om het verleden los te laten en te veranderen? Dat is buitengewoon. Houden van? Zonder angst? Zonder het te verknoeien? Dat is buitengewoon. Het maakt me blij haar gelukkig te zien."
Na het vertrek van het personage van Patrick Dempsey werd Rhimes als volgt geciteerd: "Meredith en de hele Grey's Anatomy- familie staan op het punt onbekend terrein te betreden terwijl we dit nieuwe hoofdstuk van haar leven ingaan. De mogelijkheden voor wat er kan komen, zijn eindeloos."

### Beoordelingen
Het personage heeft in de loop van de show zowel overweldigend positieve recensies als vermoeide reacties van tv-critici ontvangen. De eerste reactie op het personage was positief, maar naarmate de serie vorderde, werd Meredith Grey immens populair en Pompeo vestigde het personage als criticus en favoriet bij fans op een aantal lijsten met Top tv-personages. De ontwikkeling van het personage wordt beschouwd als het hoogtepunt van de show. Grey wordt constant gedefinieerd als "de heldin van Grey's Anatomy ". Bij de oprichting prees Diane Werts van Newsday het personage door te zeggen: "Net als het opvliegende" House "-titelpersonage van Hugh Laurie, brengt de nieuw geslagen Dr. Grey van ster Ellen Pompeo zo'n substantie over dat je gewoon niet kunt stoppen met kijken." Ellen A. Kim van After Pompeo die geen Emmy-nominatie ontving voor haar werk als Grey, McNamara van de Los Angeles Times suggereerde dat Pompeo, "die heel hard en tegen alle verhaallijnen in heeft gewerkt om van Meredith Greyeindelijk een interessant personage te maken" zou moeten hebben een nominatie ontvangen voor de 61ste Primetime Emmy Awards. Later, tijdens het twaalfde seizoen, gaf Western Gazette Ellen Pompeo de eer voor het uitvoeren van de show en herhaalde ze dat het "tijd is voor Pompeo om eindelijk een Emmy Award te winnen". Tanner Stransky van Entertainment Weekly noemde Grey de "vertrouwde voice-overmaster" van Grey's Anatomy.

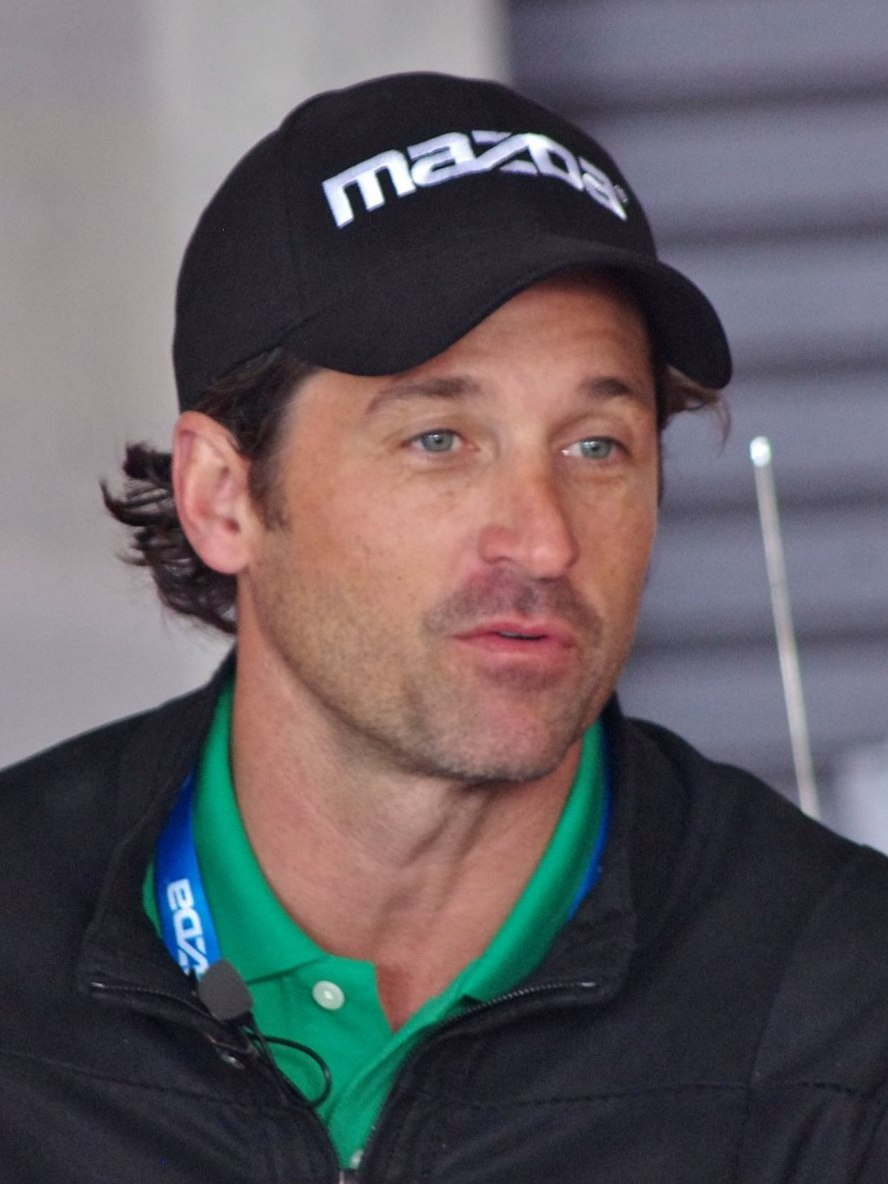
Pompeo's connectie met Patrick Dempsey (Derek Shepherd) wordt geprezen als een hoogtepunt van de serie.

Alan Sepinwall, voormalig tv-columnist voor The Star-Ledger, drukte zijn verveling uit over de focus die werd gelegd op de verhaallijnen van Grey's tijdens de bespreking van de finale van het tweede seizoen: "Als Meredith niet betrokken is bij een plot over haar liefdesleven, vind ik haar wel aardig, maar die momenten zijn zo zeldzaam in vergelijking met haar voortdurende angstgevoelens over McDreamy - om nog maar te zwijgen van al die schijnbaar ongerelateerde verhaallijnen die altijd een metafoor worden voor die relatie - dat ik haar echt niet kan uitstaan." Tijdens het derde seizoen van de show kreeg de ontwikkeling van het personage negatieve recensies, waarbij Cristopher Monfette van IGN beweerde dat haar verhaallijn "een bizar onderontwikkelde sub-plot over depressie is geworden en Derek een seizoen lang heroverwegen om te doen". Ook tijdens het derde seizoen merkte Robert Rorke van de New York Post de achteruitgang van Merediths rol in de show op en uitte hij zijn teleurstelling: "Ze was de koningin van de romantische dilemma's, maar de laatste tijd is ze een beetje suf, wat met de eindeloze McDreamy-monologen." Evenzo vond Macleans.ca dat hun verhaallijn in het vierde seizoen te veel werd gebruikt: 'Dit hele' Oh, ik heb meer tijd nodig ', maar' Oh, ik ben jaloers als je naar iemand anders kijkt 'angst was moe in het tweede seizoen, frustrerend in de derde en nu een totale kanaalwisselaar. De wil-ze-of-niet-ze-plot werkt niet omdat ze al te vaak in en uit die relatie zijn geweest. Meredith is een zeur en McDreamy wordt onder de loep genomen." Positief is dat haar relatie met Shepherd is opgenomen in de lijst van "Beste tv-koppels aller tijden" van AOL TV en in dezelfde lijst van TV Guide. Tijdens het zesde seizoen werd de ontwikkeling van het personage geprezen, Glenn Diaz van BuddyTV merkte op dat "Je moet van Mer houden als ze somber is.", naast het prijzen van Pompeo's prestatie. In haar recensie van de aflevering Tainted Obligation schreef ze: "Ik voelde voor Meredith, maar na Lexie's oprechte smeekbede en smeekbeden, was ik blij dat Mere eindelijk volwassen wordt en haar egoïsme terzijde schuift. Drie seizoenen geleden had Meredith er nooit van gedroomd om Lexie op de eerste plaats te zetten, en ik was trots op haar omdat ze een deel van haar lever opgaf - haar aanbod om haar vader te leren kennen was een nog grotere mijlpaal." Bij een recensie over het eerste deel van het achtste seizoen prees TV Fanatic het personage en schreef: "Dit seizoen is van Meredith Grey. Ze is het hart en de ziel van de show en was uitstekend. Dit is een personage dat vroeger zo donker en bochtig was en nu is uitgegroeid tot een meer volwassen vrouw. Ellen Pompeo stond dit seizoen aan de top van haar spel."
Wit & Fancy prees de transformatie van het personage en verklaarde: "Natuurlijk zal Meredith nog steeds overhaaste beslissingen nemen, zoals wanneer ze vertrok met Zola of het proces knoeide, maar ze doet dingen nu uit liefde en de vriendelijkheid van haar hart en niet. omdat ze donker en bochtig is. Gezien waar Meredith in het begin was en waar ze nu is, denk ik dat ze een opmerkelijke reis heeft doorgemaakt en meer heeft gedaan dan alleen opgroeien, ze werd uiteindelijk 'helemaal heel en genezen'."
Maura O'Malley van Bustle prees ook de ontwikkeling van het personage voorafgaand aan seizoen 12 en zei: "Toen de serie begon, was Meredith gewoon een meisje dat in een bar zat en de opwindende volgende fase van haar leven vierde. Ze was afgestudeerd aan de medische school, ze begon haar residentie in een prestigieus ziekenhuis en ze was gewoon op zoek naar een vrijblijvende one-night-stand. Wat ze in plaats daarvan kreeg, was een ingewikkelde romantische relatie die Romeo en Julia evenaart - maar de sleutel is dat ze niet op zoek was naar liefde. Werken en leren waren - en blijven - haar prioriteiten, terwijl McDreamy gewoon een extraatje was. Hopelijk weerspiegelt het nieuwe seizoen van Grey's Anatomy deze verandering in toon, want Meredith is een sterke, onafhankelijke vrouw - en het komt goed met haar."
Later in de serie kreeg Ellen Pompeo lovende kritieken met tal van critici die haar vertolking van het personage prezen. Bij het bekijken van de aflevering She's Leaving Home noemde CarterMatt haar het 'anker' voor Grey's gezegde: 'Dit was een aflevering die volledig verankerd was door Ellen Pompeo, die de afgelopen weken een aantal van haar beste werk ooit aan de show heeft gedaan. Vanavond huilde ze, vocht ze en hoorde ze dat ze zijn kind droeg." en voegde eraan toe dat Pompeo vaak" over het hoofd wordt gezien "door te zeggen: "Haar subtiliteit is waarschijnlijk de reden waarom ze vaak over het hoofd wordt gezien." Rick Porter van Zap2it die ‘How to Save a Life’ recenseert, schreef: ‘Zonder Meredith, en zonder een van Pompeo's sterkste optredens in haar lange tijd in de show, zou ‘How to Save a Life’ het risico hebben lopen over te komen als een kaal manipulatieve doodsaflevering, zoals de show al verschillende keren eerder heeft gedaan. Hij voegde toe. "How to Save a Life" is misschien niet de ideale aflevering van een Emmy-inzending voor Pompeo, aangezien Meredith voor meer dan de helft buiten beeld is. Maar het is een van de beste dingen die ze ooit in de show heeft gedaan." USA Today prees Pompeo ook door te zeggen: "In sommige opzichten was de aflevering (How to Save a Life) zelfs meer een showcase voor Pompeo. Ze had een aantal van de meer memorabele en goed gespeelde scènes, van haar boze reactie op de dokter die haar probeert te vertellen wat haar keuzes zijn, tot haar berusting als ze beseft dat ze de jonge dokter moet troosten en motiveren wiens fouten Derek de zijne hebben gekost. leven."

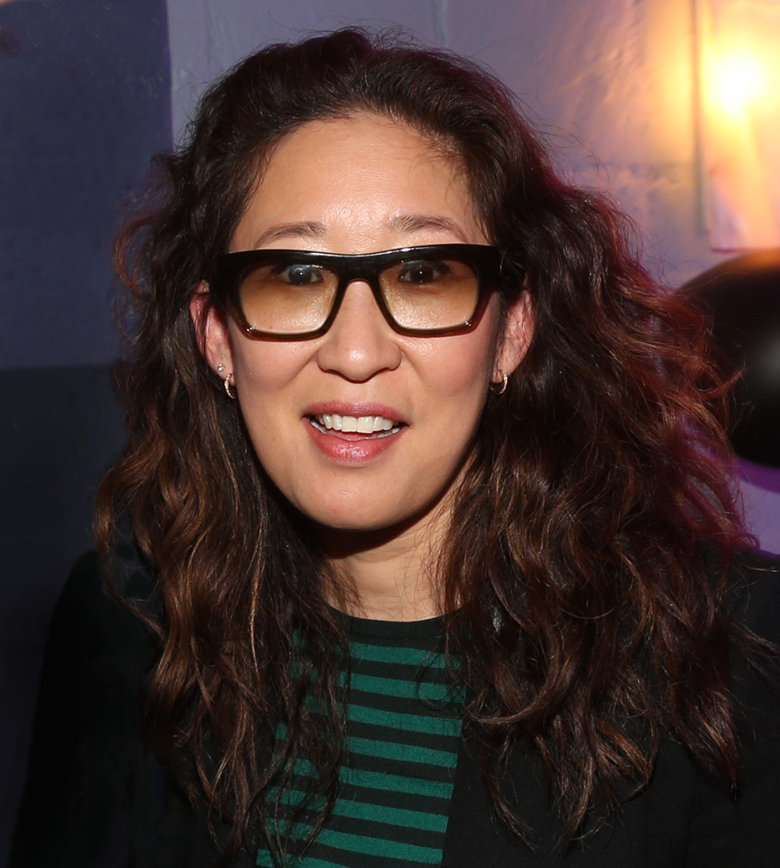
Mark Perigard van de Boston Herald beschouwde Merediths vriendschap met Cristina (Sandra Oh) als "de geheime kern van Grey's".

De relatie tussen Meredith en Cristina werd geprezen en was een hoogtepunt van de show. Mark Perigard van de Boston Herald beschouwde de vriendschap als "de geheime kern van Grey's". Aisha Harris van Slate noemde hun relatie The Best Female Friendship on TV en voegde eraan toe: "Met die twee personages creëerden showrunner Shonda Rhimes en haar team van schrijvers een van de meest genuanceerde en realistische afbeeldingen van vrouwelijke vriendschap op televisie." Samantha Highfill van Entertainment Weekly noemde Cristina en Meredith de beste vriendinnen op tv omdat "ze het niet proberen te zijn". Er is niets nep aan hen, wat een zeldzaamheid is in de manier waarop vriendinnen op televisie worden geportretteerd. Ze noemde ze verder 'soulmates', "En hoewel ze nooit sappig genoeg zouden durven worden om het te zeggen, zijn het soulmates. Margaret Lyons of Vulture (tijdschrift) noemde de vriendschap 'droom BFF-relatie'. en de primaire focus van de show: "Een van de visitekaartjes van de serie was de afbeelding van vrouwelijke vriendschap en in het bijzonder het primaat dat vriendschap had op romantische relaties."
E! schreef op het moment van vertrek van Sandra Oh: "In de 10-jarige geschiedenis van Grey's Anatomy heeft het doktersduo veel samen meegemaakt: bruiloften, sterfgevallen, vliegtuigcrashes, bommeldingen, schieten, noem maar op, ze hebben leefde (en danste) erdoorheen." en voegde eraan toe: "En met de drie woorden: Je bent mijn persoon." Cristina Yang en Meredith Grey versterkten hun status als de beste vrienden van het kleine scherm ooit." Marama Whyte van Hypable schreef: "Kritisch genoeg was de belangrijkste relatie in het leven van Meredith niet haar romance met Derek Shepherd, maar haar gepassioneerde, onverwoestbare, absoluut benijdenswaardige vriendschap met Cristina. Praten over relatiedoelen; wie wil McDreamy als Cristina Yang jouw persoon zou kunnen zijn. Deze twee waren de echte krachtpatser en Shonda Rhimes schuwde het niet om het publiek dit te herinneren. Derek was de liefde van haar leven, maar Cristina was haar soulmate. Meer dan wie dan ook daagde Cristina Meredith uit, was eerlijk tegen haar en inspireerde haar. Om deze redenen was het Cristina die constant de bron was van Merediths karakterontwikkeling, niet Derek."
Het personage van Pompeo is ook gebruikt om het beeld van een sterke vrouw te omschrijven, schreef Bustle in een preview van het 12e seizoen: "Meredith Grey is altijd in staat geweest om alleen te zijn. Grey's Anatomy gaat over de reis van Meredith. Mannen en romantische interesses maken deel uit van haar leven, maar ze hebben niet de prioriteit. Ze heeft McDreamy niet nodig. Grey's Anatomy heeft McDreamy niet nodig. Dus zelfs als de schrijvers besluiten om een nieuwe liefdesbelang voor mevrouw Grey (Martin Henderson, misschien?) Te creëren, zou het er niet toe doen. Ik heb er vertrouwen in dat de schrijvers van de show deze verhaallijn recht zullen doen, omdat tv meer sterke alleenstaande vrouwen nodig heeft - en Meredith lijkt de perfecte kandidaat." De site voegde eraan toe: "Het afgelopen seizoen was bijna een proefrit voor een McDreamy-loze Grey's Anatomy. Toen Derek naar Washington DC vertrok om zijn onderzoek voort te zetten, bleef Meredith achter en concentreerde zich op haar eigen carrière. Ze achtervolgde hem niet. Haar prioriteit waren haar kinderen en het Grey Sloan Memorial Hospital. Meredith heeft laten zien dat ze nooit haar eigen dromen en aspiraties voor een man opzij zou zetten, en ik geloof dat dit niet zal veranderen na Dereks dood."

### Onderscheidingen

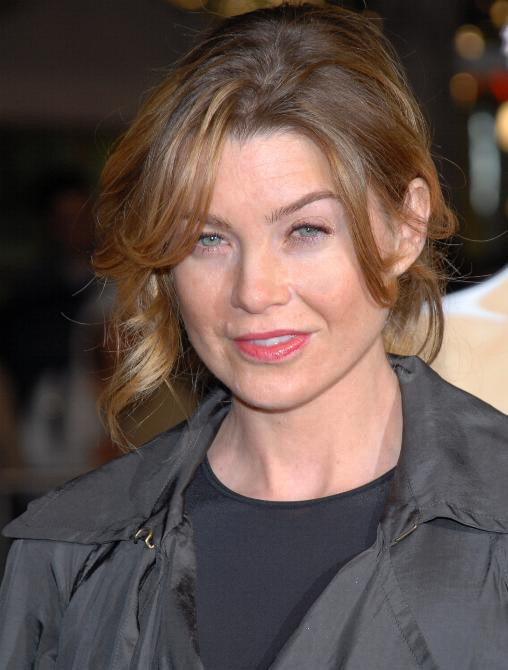
Het falen van Pompeo om een Emmy Award-nominatie binnen te halen, is meerdere keren een "stompe" genoemd.

Pompeo heeft gewonnen en is genomineerd voor meerdere prijzen voor haar vertolking van Grey. Zij en de cast van Grey's Anatomy wonnen het beste ensemble in een televisieserie bij de Satellite Awards 2006. Tijdens de ceremonie van het volgende jaar werd ze uitgeroepen tot beste actrice in een televisiedramaserie. Ze was een van de castleden van Grey's Anatomy die de onderscheiding Outstanding Performance by an Ensemble in a Drama Series ontving bij de 13th Screen Actors Guild Awards en ontving in 2006 en 2008 nominaties in dezelfde categorie. Pompeo ontving een nominatie voor Beste Actrice in een dramaserie bij de 64e Golden Globe Awards - het programma won tijdens dezelfde ceremonie de beste dramaserie. Eveneens in 2007 ontvingen Pompeo en de vrouwelijke cast en crew van Grey's Anatomy de Women in Film Lucy Award, een onderscheiding voor degenen "wier werk op televisie een positieve invloed heeft gehad op de houding ten opzichte van vrouwen".
Pompeo's optreden heeft haar meerdere People's Choice Awards opgeleverd. Bij de 37e People's Choice Awards was ze genomineerd tegen Dempsey en Oh in de categorie Favoriete tv-dokter en het jaar daarop was ze een kanshebber in de categorie Favoriete tv-drama-actrice. Sinds 2012 heeft Pompeo elk jaar een nominatie ontvangen voor de People's Choice Awards in twee categorieën bij de 40e People's Choice Awards, naast respectievelijk Patrick Dempsey en Sandra Oh. Ze won de Best Drama Actress Award bij zowel de 39e People's Choice Awards als de 41e People's Choice Awards. In 2007 merkte Tom O'Neil, verslaggever van de showbusiness, op dat Pompeo te laat was met een Emmy Award-nominatie voor haar rol in Grey's Anatomy. Lezers van de website van O'Neil, The Envelope, namen Pompeo op in hun nominaties voor Beste Drama Actrice in 2009 bij de Gold Derby TV Awards van de site. Entertainment Weekly lanceerde in 2008 de EWwy Awards om acteurs te eren die geen Emmy-nominaties hebben ontvangen. Pompeo werd genomineerd in de categorie Beste Actrice in een dramaserie en werd vierde met 19 procent van de stemmen van lezers.